# .pg
.pg je vrhovna internetska domena (country code top-level domain - ccTLD) za Papuu Novu Gvineju. Domenom upravlja Tehnološki univerzitet Papue Nove Gvineje.

## Vanjske poveznice
- IANA .pg whois informacija  Arhivirana inačica izvorne stranice od 24. listopada 2007. (Wayback Machine)